# Vicia argentea
Vicia argentea är en ärtväxtart som beskrevs av Philippe Picot de Lapeyrouse. Vicia argentea ingår i släktet vickrar, och familjen ärtväxter. Inga underarter finns listade i Catalogue of Life.